# Сандифорт, Эдуард
Эдуард Сандифорт (нидерл. Eduard Sandifort; 14 ноября 1742 года, Дордрехт — 12 февраля 1814 года, Лейден) — голландский врач и патологоанатом.
Учился у знаменитого Альбинуса (1697—1770); был профессором медицины в Гааге; после смерти братьев Альбинусов занимал кафедру медицины, анатомии и хирургии в университете в Лейдене. Кроме голландского владел немецким, шведским и итальянским языками.
Его сын Жерард Сандифорт (1779—1848) пошёл по его стопам.

## Сочинения
Неутомимый исследователь, Сандифорт в своих многочисленных трудах не только излагал собственные свои наблюдения, но и подводил итоги всей литературе предмета. Особое значение Сандифорт придавал иллюстрациям в применении к анатомии, в том числе патологической, и его «Museum» по своим рисункам оставался одним из лучших изданий в этом роде.
Сандифорт напечатал:
- «De pelvi, ejusque in partu dilatatione» (Лейден, 1763),
- «Natu en genes-kondige bibliotek, waarin in hat kort vorgedragen worden alle nieuwe werken, velke in de geneesconde en natuurlyke historie Witkommen» (1765—1776, 10 т.),
- «Observationes anatomo-pathologicae» (Лейден, 1777—1781, 4 т.),
- «Tabulae intestini duodeni» (Лейден, 1780);
- «Descriptio ossium hominis» (Лейден, 1785),
- «Exercitationes academicae» (Лейден, 1781—1783, 4 т.),
- «Anatome infantis cerebro destituti» (Лейден, 1784),
- «Museum anatomicum Academiae lugduno-batavae descriptum ab. Е. Sandifort» (Лейден, 1792, 3 т.);
- «Thesaurus dissertationum, programmatum, aliorum opusculorum selectissimorum, ad omnem medicinae ambitum pertiuentium» (Лейден, 1768—1778).